# Tower Hamlets
Tower Hamlets (London Borough of Tower Hamlets) is een Engels district of borough in de regio Groot-Londen, gelegen in het oosten van de metropool. De oppervlakte bedraagt circa 20 km². De borough telde in 2017 ongeveer 308.000 inwoners.
Van de bevolking is 9,4% ouder dan 65 jaar. De werkloosheid bedraagt 6,6% van de beroepsbevolking (cijfers volkstelling 2001).
Tower Hamlets vormt de kern van de oude volkswijk die wordt aangeduid als the East End, traditioneel de armste wijk van London. Door de zeer grootschalige bouw van woningen en kantoren, met name op het schiereiland Isle of Dogs en in de wijk Limehouse, is daar sinds de jaren 1990 langzaam verandering in gekomen. Stond Tower Hamlets in 2004 nog op de derde plaats van Britse achterstandswijken, in 2014 was het op die lijst gezakt naar de 24e plaats. Veel van de hoogste gebouwen in Londen zijn te vinden in het deelgebied Canary Wharf.

## Wijken in Tower Hamlets
- Bethnal Green
- Blackwall
- Bow
- Bromley-by-Bow
- Canary Wharf
- Cubitt Town
- Limehouse
- Mile End
- Poplar
- Shadwell
- Spitalfields
- Stepney
- Wapping
- Whitechapel

## Geboren
- Jack Payne (1994), voetballer